# Йозеф Кірмаєр
Йозеф «Зепп» Кірмаєр (нім. Josef «Sepp» Kiermaier; 21 грудня 1897, Ердінг — ?) — німецький офіцер, штурмбанфюрер СС (21 червня 1944). Особистий охоронець Генріха Гіммлера.

## Біографія
За професією — лимар. 8 вересня 1915 року вступив в баварський лейб-піхотний полк. Учасник Першої світової війни. В лютому 1916 року переведений в 116-й піхотний полк. 27 листопада 1919 року демобілізований і вступив у поліцію. Член НСДАП (квиток № 2 946 203) і СС (посвідчення № 276 155). 30 січня 1938 року зарахований в особистий штаб рейхсфюрера СС і призначений начальником охорони Генріха Гіммлера, потім став членом Імперської служби безпеки. Після поразки Німеччини супроводжував Гіммлера, коли той спробував сховатись з фальшивими документами. В травні 1945 року разом з Гіммлером заарештований британським патрулем, який складався з радянських полонених.

## Нагороди
- Залізний хрест 2-го і 1-го класу
- Нагрудний знак «За поранення» в чорному
- Почесний хрест ветерана війни з мечами
- Німецька імперська відзнака за фізичну підготовку
- Спортивний знак СА
- Кільце «Мертва голова»